# Едвард Лукас
Едвард Лукас (англ. Edward Lucas; нар. 3 травня 1962 ) — британський журналіст і публіцист. Автор безлічі журнальних публікацій і двох книг, присвячених аналізу економічного і політичного життя Росії початку 2000-х років. Став найпершим електронним резидентом Естонії в 2014 році. Один із спікерів Форуму Вільних Держав Постросії (2022-2023)

## Біографія
Народився в сім'ї оксфордського професора філософії Джона Лукаса. Навчався в приватній школі Вінчестер, Лондонській школі економіки і Ягеллонському університеті (Краків). З 1986 року працював кореспондентом журналу The Economist в різних східноєвропейських країнах. З 1996 — берлінський кореспондент, а в 1998–2002 — шеф московського бюро. Володіє німецькою, польською та російською мовами.
Регулярно бере участь в телепередачах на міжнародні теми, таких як програми Бі-Бі-Сі «Today», «Start the Week» і «Newsnight».

## Особисте життя
Одружений із журналісткою Кристиною Одоні, має трьох дітей.

## Книги
- Edward Lucas. The New Cold War: How the Kremlin Menaces both Russia and the West . — Bloomsbury Publishing PLC, London, 2009. — 384 p. ISBN 0747596360, 978-0747596363
  - укр. пер.: Едвард Лукас. Нова холодна війна. Як Кремль загрожує і Росії і Заходу. — вид.: «Темпора», 2009. ISBN 978-966-8201-60-8

## Громадська позиція
У червні 2018 підтримав відкритий лист діячів культури, політиків і правозахисників із закликом до світових лідерів виступити на захист ув'язненого у Росії українського режисера Олега Сенцова й інших політв'язнів.